# A9 (Frankrijk)
De A9 is een autosnelweg gelegen in het zuiden van Frankrijk die de A7 bij Orange verbindt met de Spaanse grens bij de plaats Le Perthus in de Pyrénées-Orientales. De snelweg verbindt de steden Perpignan, Narbonne, Béziers, Montpellier, Nîmes en Orange.

## Beheer
De weg is in handen van de Autoroutes du Sud de la France (ASF), dit is de organisatie die de weg beheert en ook de tol heft.

## Trivia
De weg wordt ook wel aangeduid als la Languedocienne en verder naar het zuiden La Catalane. Die namen zijn afgeleid van Languedoc-Roussillon en Catalonië.